# Nuevo Museo Nacional de Mónaco
El Nuevo Museo Nacional de Mónaco (en francés: Nouveau Musée National de Monaco) a menudo abreviado nmnm) es un museo de arte visual contemporáneo en el principado y nación europea de Mónaco. El museo está situado en dos sedes, una en la Villa Sauber y la otra en la llamada Villa Paloma. Las sedes muestran dos exposiciones al año.
Algunas exposiciones recientes incluyen retrospectivas de Erik Bulatov y Yinka Shonibare y Monacopolis, una exposición sobre la arquitectura, el urbanismo y la planificación urbana en Mónaco. El museo también tiene una extensa colección de obras relativas al escultor Kees van Dongen.